# Mali Prolog
Mali Prolog is een plaats in de gemeente Pojezerje in de Kroatische provincie Dubrovnik-Neretva. De plaats telt 55 inwoners (2001).